# Ucha (Barcelos)
Ucha ist eine Gemeinde (Freguesia) im nordportugiesischen Kreis Barcelos. In ihr leben 1416 Einwohner (Stand 19. April 2021).